# Аязмо
 Тази статия е за водоизточниците край свещени места.  За парка край Стара Загора вижте Аязмото.  
Аязмо (от гръцки: αγίασμα – „осветен“; старата славянска дума за аязмо е "святъ" - свещен, светъл, от "светлина") е водоизточник, който се намира край свещен за християнството обект – храм, манастир – в последния случай може и да е в неговите рамки. В зависимост от водоизточника може да бъде оформен като чешма, басейн и т.н. 

## Традиции
На водоизточниците е придаван свещен статут още в предхристиянската езическа епоха - съществуват множество култове към водата. Тя се използва в мистерии, свързани с известни астрономически обекти и олицетворяващите ги божества. Християнството наследява и преосмисля тези традиции. Вярва се, че водата от аязмото е лековита и чудотворна, както и че за самото аязмо се грижат свръхестествени пазители - светията-покровител, чието име носи водоемът, както и друг, чиято функция е да поддържа чистотата и светостта му. Водата от аязмото се използва, след като бъде осветена, в християнски ритуали. В миналото с такава вода са запълвани т. нар. баптистерии, където се е извършвало тайнството кръщение.

## Аязма в България
В следните места в България има запазено аязмо:
- в Странджа планина - с. Кости, с. Българи, с. Бродилово, местността Голямата аязма във Влахов дол

- Чекотински манастир „Свети Архангел Михаил“
- ставропигии: Бачковски манастир, Рилски манастир, Троянски манастир
- Варненска и Великопреславска епархия: Царски Манастир Света Богородица - Варна
- Великотърновска епархия: Патриаршески манастир
- Видинска епархия: Алботински манастир, Брусарски манастир, Добридолски манастир, Изворски манастир, Клисурски манастир
- Неврокопска епархия: Гоцеделчевски манастир, Сандански манастир
- Пловдивска епархия: Кукленски манастир, Мулдавски манастир, Белащински манастир, Араповски манастир
- Русенска епархия: Каранвърбовски манастир, Сяновски манастир „Света Марина“ в общ. Тутракан
- Сливенска епархия: Голямобуковски манастир, Горноезеровски манастир, Кабиленски манастир „Рождество на Пресвета Богородица“ между Дражево и Ямбол , Поморийски манастир
- Софийска епархия: Гигински манастир, Обрадовски манастир, Осеновлашки манастир (7-те Престола), Шишмановски манастир

- Аязмото „Покров на Света Богородица“ на Бачковския манастир
- Аязмо близо до Бачковския манастир
- Аязмото на Шишмановския манастир, Софийско

- Света вода (християнство)
- Водосвет
- Света Марина
- Егерия
- Кладенец
- Ивановден